# Arresto de Omi in a Hellcat
Bill Omar Carrasquillo (nacido en 1986), conocido profesionalmente como Omi in a Hellcat (estilizado en mayúscula), es un youtuber estadounidense que fue sentenciado a cinco años y medio de prisión y multado con US$30,000,000 por cargos de conspiración, infracción de derechos de autor, fraude, lavado de dinero y evasión fiscal por un plan de piratería de televisión por cable.

## Antecedentes
Bill Omar Carrasquillo se crio en el norte de Filadelfia como uno de 38 hijos. Su madre murió por una sobredosis de drogas cuando él era un niño. Su padre, un traficante de drogas, le enseñó a cocinar crack cuando tenía 12 años. Pasó entre el cuidado de familiares, padres adoptivos y su padre. Dijo que una vez lo enviaron a una institución de salud mental para que su tutor tuviera acceso a narcóticos recetados para venderlos. Se convirtió en traficante de drogas cuando era adolescente y continuó vendiendo drogas hasta los 20 años.
Después de dejar el tráfico de drogas, comenzó un negocio en 2016 con sus socios Jesse Gonzales de California y Michael Barone de Nueva York que ofrecía a los suscriptores contenido de Comcast, Verizon FiOS, DirecTV y HBO por tan solo US$15 al mes. Según las autoridades federales, compraron codificadores de China que eliminaban las protecciones de derechos de autor de las suscripciones de cable legítimas y luego los utilizaron para transmitir el contenido en línea. Antes de cerrarse en 2019, el servicio tenía 100 000 suscriptores y generaba US$34 000 000 en ingresos.
Creó un canal de YouTube llamado Omi in a Hellcat (estilizado en mayúscula). El canal presenta videos que muestran sus joyas, su casa en Swedesboro, Nueva Jersey (que anteriormente era propiedad del jugador de béisbol profesional Jimmy Rollins), y su colección de 57 automóviles .  Su colección incluía tres Dodge Hellcats y cuatro Lamborghinis, incluido uno con temática de Power Rangers. Obtuvo su Silver Play Button en 2019. Al 2023, el canal tenía 820 000 suscriptores y 65 millones de visitas.

## Arresto
La casa de Carrasquillo fue allanada por el FBI la mañana del 27 de noviembre de 2019, confiscando sus autos, joyas y el dinero de su cuenta bancaria. Luego, el FBI lo acusó formalmente el 21 de septiembre de 2021 de 62 cargos, incluidos 19 cargos de ejecución pública de una obra protegida y seis cargos de fraude electrónico. Al enfrentarse a 514 años de prisión federal, inicialmente mantuvo su inocencia:

Creo que nunca hice nada malo. Obviamente, estaba dirigiendo negocios abiertos al público. Ahora vamos a tener nuestro día en la corte [...] Encontré un vacío legal, lo aproveché y lo hice muy bien. Hay otros colegas en el mismo negocio en el que yo estaba y nunca tuvieron problemas con el FBI [...]
Omi in a Hellcat (2021)

Se declaró culpable en febrero de 2022 y fue sentenciado a cinco años y medio de prisión y una multa de US$30 000 000 el 8 de marzo de 2023 por cargos de conspiración, infracción de derechos de autor, fraude, lavado de dinero y evasión fiscal. Sus vagones fueron subastados por los alguaciles de los Estados Unidos en el Museo del Ferrocarril B&O en Baltimore el 13 de octubre y sus joyas se subastaron en línea, y la subasta finalizó el 24 de octubre.